# 銭七虎
銭 七虎（せん しちこ、1937年10月26日 - ）は、中華人民共和国の防衛学者。江蘇省崑山県出身。中国工程院院士。中国人民解放軍少將。中国共産党第12回全国代表大会の代表。第8、9、10回全国政治協商会議委員。

## 経歴
1937年10月26日、江蘇省崑山県淀山湖鎮で生まれる。上海中学を経て、1960年、中国人民解放軍軍事工学院（現在の中国人民解放軍国防科技大学）防護工事学科を卒業。1956年4月に中国共産党入党。1961年8月、政府派遣留学生としてソビエト連邦のサマラ国立研究大学に留学し、1965年同大学より防護工事学科副博士号を授与された。
1965年に帰国し、中央軍事委員会工程兵科学研究設計所に配属されました。まだ着任していないので、銭七虎は西安工程兵工学院に転任されました。文化大革命の時、岳父は走資派に殴られ、妻は五七幹校に下放されました。銭七虎は巻き添えを受けました。西安工程兵工学院外訓部教員を務めた。1981年5月、南京工程兵学院（現在の中国人民解放軍陸軍工程大学）訓練部副部長に就任。1983年9月、南京工程兵学院院長に昇格。1996年10月には中国人民解放軍総参謀部科学技術委員会副主任、常務委員、教授を兼務する。さらに2000年01月には国際都市地下空間連合研究中心理事、アジア区主任を兼任する。
1988年、少将に昇格。

## 栄典
- 1994年、中国工程院院士

## 受賞
- 1990年、国家科学技術進歩賞三等賞
- 1998年、国家科学技術進歩賞二等賞
- 2011年、国家科学技術進歩賞一等賞
- 2013年、何梁何利基金科学と技術進歩賞
- 2019年、国家最高科学技術賞[1]

## 家族
- 妻：袁暉[2]